# یواس‌آرسی وودبری (۱۸۳۷)
یواس‌آرسی وودبری (۱۸۳۷) (به انگلیسی: USRC Woodbury (1837)) یک کشتی بود. این کشتی در سال ۱۸۶۳ ساخته شد.